# Championnat d'Angola de football 2018-2019
Navigation
2018 2019-2020
La saison 2018-2019 du Championnat d'Angola de football est la quarante-et-unième édition de la première division de football en Angola. Les seize meilleures équipes du pays sont regroupées au sein d'une poule unique où elles s'affrontent deux fois, à domicile et à l'extérieur. En fin de saison, les trois derniers du classement sont relégués et remplacés par les trois meilleures équipes du Gira Angola, la deuxième division angolaise.

## Clubs participants
Les 13 premiers du championnat d'Angola de football 2018 ainsi que les trois meilleures équipes de la deuxième division angolaise participent à la compétition.
- Primeiro de Agosto
- Saurimo FC  - promu de D2
- Kabuscorp SC
- Inter Luanda
- Petro Luanda
- Santa Rita de Cássia FC - promu de D2
- Recreativo Caála
- Desportivo Huíla
- Académica Lobito
- Bravos de Maquis
- Progresso Sambizanga
- Sagrada Esperança
- Recreativo Libolo
- Sporting Cabinda
- Cuando Cubango FC
- Atlético Sport Aviação - promu de D2

## Compétition
Le barème de points servant à établir les classements se décompose ainsi :
- Victoire : 3 points
- Match nul : 1 point
- Défaite : 0 point

| Rang | Équipe                         | Pts  | J  | G  | N  | P  | Bp | Bc | Diff |
| ---- | ------------------------------ | ---- | -- | -- | -- | -- | -- | -- | ---- |
| 1    | Primeiro de AgostoT            | 67-3 | 30 | 20 | 10 | 0  | 51 | 9  | +42  |
| 2    | Petro Luanda                   | 64   | 30 | 19 | 7  | 4  | 40 | 15 | +25  |
| 3    | Desportivo Huíla               | 50-3 | 30 | 15 | 8  | 7  | 36 | 25 | +11  |
| 4    | Kabuscorp do Palanca (relégué) | 49   | 30 | 13 | 10 | 7  | 35 | 26 | +9   |
| 5    | Inter Luanda                   | 44   | 30 | 11 | 11 | 8  | 27 | 22 | +5   |
| 6    | Sagrada Esperança              | 41   | 30 | 10 | 11 | 9  | 31 | 26 | +5   |
| 7    | Progresso do Sambizanga        | 40   | 30 | 9  | 13 | 8  | 33 | 29 | +4   |
| 8    | Recreativo Libolo              | 39   | 30 | 10 | 9  | 11 | 31 | 30 | +1   |
| 9    | Clube Recreativo da Caála      | 37   | 30 | 8  | 13 | 9  | 30 | 34 | -4   |
| 10   | Bravos de Maquis               | 33-3 | 30 | 7  | 15 | 8  | 28 | 28 | 0    |
| 11   | Santa Rita de Cássia FC P      | 32   | 30 | 8  | 8  | 14 | 32 | 41 | -9   |
| 12   | Academica Lobito               | 31   | 30 | 7  | 10 | 13 | 23 | 29 | -6   |
| 13   | Sporting Cabinda               | 30   | 30 | 6  | 12 | 12 | 30 | 43 | -13  |
| 14   | Cuando Cubango FC              | 26   | 30 | 6  | 8  | 16 | 30 | 51 | -21  |
| 15   | Atlético Sport Aviação P       | 26   | 30 | 5  | 11 | 14 | 26 | 48 | -22  |
| 16   | Saurimo FC P                   | 21   | 30 | 5  | 6  | 19 | 20 | 47 | -27  |

|  | Qualification pour la Ligue des champions de la CAF 2019-2020                |
|  | Qualification pour la Coupe de la confédération 2019-2020                    |
|  | Relégation en deuxième division                                              |
|  | T : Tenant du titre C : Vainqueur de la Taça Angola P : Promu de Gira Angola |

source sur girabola.com
- Primeiro de Agosto et Desportivo Huíla ont une pénalité de trois points pour suspicion de Match arrangé[1].
- Bravos de Maquis a une pénalité de trois points pour défaut de paiement[2]
- Comme le vainqueur de la Coupe d'Angola est qualifié pour la Ligue des Champions, et que Desportivo Huíla décline la participation aux compétitions continentales, Kabuscorp et Inter Luanda sont qualifiés pour la Coupe de la Confédération.

## Affaire Kabuscorp
Le club de Kabuscorp a été sanctionné par la Ligue avec un retrait de neuf points pour non paiement de six anciens employés (joueurs et staff), après appel les points ont été restitués. La FIFA demande à la Ligue angolaise de relégué le club en fin de saison, pour non paiement du joueur brésilien Rivaldo . Le club paie ses dettes mais en retard, il sera relégué mais est qualifié pour la prochaine édition de la Coupe de la confédération, le club finissant à la quatrième place du championnat profite du désistement du troisième Desportivo Huíla.